# Ridge Racer
Ridge Racer (リッジレーサー Rijji Rēsā?) es un videojuego de carreras desarrollado y publicado por Namco de 1993. Se lanzó inicialmente en la placa de sistema arcade Namco System 22 y se transfirió a la consola PlayStation en 1994. Es el primer título de la serie  Ridge Racer lanzada para arcades y consolas domésticas. El objetivo es terminar en primer lugar en una serie de carreras. La versión de PlayStation es compatible con el controlador NeGcon de Namco.
El desarrollo tomó ocho meses y el juego se basa en una tendencia entre los entusiastas de los automóviles japoneses. La primera versión casera fue lanzada en Japón en 1994 como un título de lanzamiento para PlayStation; las versiones para Norteamérica y Europa se lanzaron en 1995, también como título de lanzamiento para ambas regiones. Fue relanzado en Japón para la gama  PlayStation The Best en 1997, y para los  Greatest Hits y  Platinum  rangos en las regiones de América del Norte y PAL, respectivamente, el mismo año.  Ridge Racer  jugó un papel importante en el establecimiento del nuevo sistema y le dio una ventaja temprana sobre su competidor más cercano, el Sega Saturn; fue considerado un rival de Daytona USA de Sega.
Ridge Racer recibió una acogida muy positiva. Los críticos elogiaron los gráficos, el audio, la mecánica de drifting y el modo de juego arcade, aunque algunos criticaron la falta de inteligencia artificial fuerte y un modo multijugador. La versión arcade fue seguida en 1994 por una secuela, "Ridge Racer 2", mientras que la secuela de PlayStation, "Ridge Racer Revolution", se lanzó en 1995 en Japón y en 1996 en América del Norte y región PAL s. La banda sonora fue remezclada y lanzada en el   Namco Game Sound Express Vol. 11  álbum.

## Jugabilidad
Los jugadores eligen un circuito, un automóvil, entre transmisión automática o manual de seis velocidades, y una canción. Las especificaciones de los autos varían: algunos tienen una velocidad máxima alta, otros sobresalen en aceleración o en virajes, y algunos presentan un equilibrio de los tres. Ciertos coches llevan el nombre de otros juegos de Namco como Solvalou, Mappy, Bosconian, Nebulasray, y Xevious. La pista de carreras se puede observar desde una perspectiva en primera persona o, para la versión PlayStation, desde una perspectiva en tercera persona. El controlador NeGcon de Namco se puede usar para jugar. Debido a que Ridge Racer es un juego de carreras de estilo arcade, las colisiones no causan daños y simplemente ralentizan al jugador. Hay un límite de tiempo, que finaliza la carrera si se cuenta hasta cero.
Se ofrece un solo curso que comprende cuatro configuraciones de dificultad creciente: principiante, intermedio, avanzado y contrarreloj (los dos últimos son extendidos). El jugador compite con once oponentes excepto en Contrarreloj, donde solo hay uno. Cuanto mayor es la dificultad, más rápido corren los coches; La contrarreloj es la más rápida. Cada carrera consta de tres vueltas (dos en el curso de principiantes). Los puntos de control que otorgan tiempo adicional cuando se atraviesan están presentes en todo momento. En la versión de PlayStation, después de que se gana cada carrera, están disponibles las invertidas y se encuentra un oponente adicional en Contrarreloj: el 13th Racing (también conocido como el coche "Devil"), el coche más rápido. Al ganar, el coche se desbloquea. La versión de PlayStation cuenta con una versión "espejo" oculta de las pistas. Se convierte en una "imagen especular" de sí mismo; los giros a la izquierda se convierten en giros a la derecha y viceversa, y los alrededores cambian de lado de la carretera. En la versión arcade, la puntuación del jugador ganador se guarda en momentos destacados de acción y repetición después de terminar el juego.
En la versión de PlayStation, se puede jugar un minijuego de  Galaxian  mientras se carga el juego. Si se gana, estarán disponibles ocho coches adicionales. Una vez que se ha cargado el juego, solo se necesita el CD para reproducir seis pistas de música. El disco se puede reemplazar durante el juego, aunque el juego no se actualiza; independientemente del disco que se inserte, siempre habrá seis pistas, correspondientes a los puntos de inicio de las pistas en el disco del juego.

## Desarrollo y lanzamiento

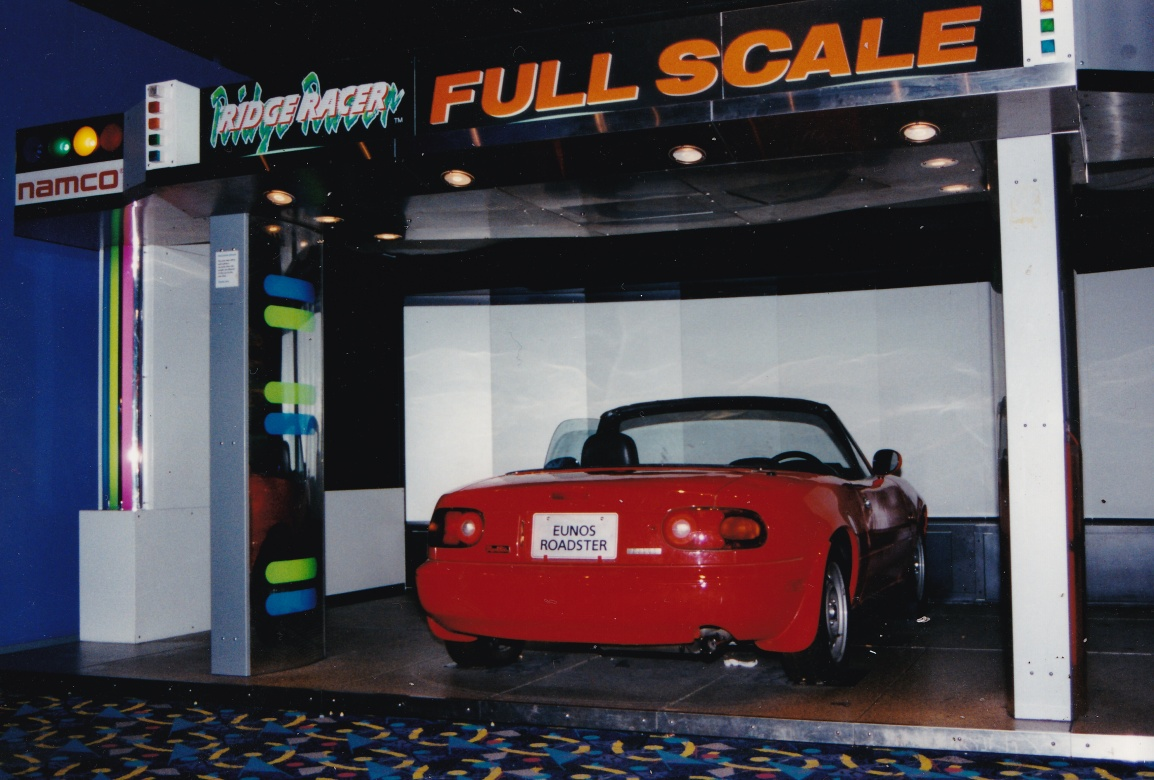
Ridge Racer a escala completa, tomada en el Hollywood Bowl Stockton-on-Tees

En la Asociación de Fabricantes de Maquinaria de Diversión de Japón (JAMMA) 1992 Exposición de Máquinas de Diversión en Japón, celebrada del 17 al 19 de agosto, Namco debutó con un juego de carreras llamado Sim Drive para el placa de sistema arcade Namco System 22 . Era una secuela de "Eunos Roadster Driving Simulator", un juego de arcade de simulación de conducción con un Mazda MX-5 que Namco desarrolló con Mazda y lanzó en 1990. Sus gráficos de polígonos en 3D se destacaron por el uso de sombreado Gouraud y mapeo de texturas. Después de una  prueba de ubicación en la feria, donde se presentó en la edición de noviembre de "Electronic Gaming Monthly", "Sim Drive" tuvo un lanzamiento japonés limitado en diciembre de 1992, pero no obtuvo un lanzamiento para el mercado masivo. Sirvió como prototipo de "Ridge Racer".
Ridge Racer tuvo un ciclo de desarrollo de ocho meses. El equipo de desarrollo estaba bajo presión para completarlo antes que sus rivales, y el diseñador Fumihiro Tanaka comentó que "la otra empresa" estaba en la misma posición. "Ridge Racer" se planeó originalmente para ser un juego de carreras de F1, pero el concepto fue reemplazado por uno basado en una tendencia entre los entusiastas de los autos japoneses en ese momento. El gerente general de Namco Bandai, Yozo Sakagami, explicó que les gustaba correr en carreteras de montaña y no querían reducir la velocidad en las esquinas, por lo que se desviaron en su lugar. Por lo tanto, el equipo decidió crear un juego que permitiera a los jugadores probar sus habilidades de conducción y experimentar la manipulación de los autos a altas velocidades mientras dominaban el drifting. El equipo no se preocupó por cómo sería recibido "Ridge Racer" fuera de Japón: Tanaka explicó que era una época ingenua cuando los desarrolladores japoneses podían desarrollar juegos para jugadores en general, en lugar de para mercados específicos.
El desarrollo de la versión de PlayStation comenzó en abril de 1994. Debido a las diferencias, tuvo que producirse esencialmente desde cero, y tardó casi tanto en desarrollarse como la versión arcade, ya que se completó a medias en noviembre. En diciembre, estaba casi completo, con los gráficos terminados en un 70 por ciento. Esta versión fue desarrollada por el mismo equipo. Debido a limitaciones técnicas, era difícil programar y ejecutar a una resolución más baja, menor velocidad de fotogramas (30 fotogramas por segundo para NTSC, 25 para PAL) y era menos detallado. Se desarrollaron gráficos especializados de bibliotecas porque se consideró que los estándares proporcionados por Sony eran demasiado limitados. El director visual Yozo Sakagami comentó que el elemento más difícil del port era la experiencia de conducir un automóvil. Se consideró que el controlador NeGcon proporcionaría una sensación más analógica que el controlador estándar de PlayStation. A Sakagami le preocupaban los tiempos de carga debido al formato de CD-ROM; el equipo contrarrestó esto cargando todos los datos en la memoria cuando apareció la pantalla de título y haciendo que el jugador jugara un minijuego de Galaxian mientras esperaba. Sakagami eligió incluir a Galaxian porque era parte de su equipo de arcade y quería honrar a su antiguo jefe. Debido a que los CD eran más baratos de producir, el precio de venta al público era menor que los juegos de  cartucho a pesar de un aumento en los costos de desarrollo. El diseño de 13th Racing estaba destinado a ser futurista, según Tanaka, porque el equipo estaba considerando el futuro de los autos deportivos. El equipo se decidió por un coche negro que "nadie había conducido antes", y en un momento fue conocido como "The Cockroach" por su rendimiento. Hubo un rumor de que la versión de PlayStation incluiría el modo link-up de Ridge Racer 2, que Namco negó.
Durante el lanzamiento de la placa del sistema arcade, Namco describió Ridge Racer como "el juego de conducción más realista de todos los tiempos". Presentaba gráficos de tridimensional polígono con mapeo de texturas. La versión de PlayStation se mostró en el evento de 1995 Electronic Entertainment Expo y fue una innovación en el uso de polígonos tridimensionales. Ridge Racer fue lanzado en Japón el 3 de diciembre de 1994, en América del Norte el 9 de septiembre de 1995, y en Europa el 29 de septiembre como título de lanzamiento para PlayStation.

### Música
La banda sonora fue producida al mismo tiempo que el juego por Shinji Hosoe, con contribuciones de Nobuyoshi Sano y Ayako Saso, ya que el equipo de desarrollo no tuvo tiempo suficiente para producirlos por separado. Inicialmente, el equipo no planeaba tener música, pero terminó produciendo techno, lo que Tanaka creía que ayudaba a los jugadores a disfrutar de una sensación divertida mientras jugaban. Más tarde, el compositor de la serie 'Ridge Racer', Hiroshi Okubo, creía que el techno daría una sensación de energía, viaje y velocidad, y comentó que se eligió el género porque encarnaba la "velocidad y tensión poco realistas" del juego. Esto fue conmemorado por el lanzamiento de Namco Game Sound Express Vol. 11 por Victor Entertainment el 21 de enero de 1994 en Japón, que presenta versiones remezcladas de los temas.

## Recepción
Ridge Racer recibió elogios de la crítica, especialmente por sus gráficos y sonido. En Japón, "Game Machine" lo incluyó en su edición del 1 de diciembre de 1993 como el juego de arcade vertical más exitoso del año. En la edición de abril de 1994 de la revista británica 'Computer and Video Games' ', Paul Rand otorgó altas calificaciones y señaló que era "de lejos el juego de arcade más realista jamás visto" en la reseña de la máquina de arcade (basado en la unidad de escala completa). En una revisión del lanzamiento de su consola japonesa,  GamePro  llamó a la versión de PlayStation "una copia casi al carbón del original" y elogió los gráficos, la banda sonora y el juego completo que se carga en la RAM, eliminando la carga a mitad del juego y dando la opción de quitar el disco del juego y usar la PlayStation como música reproductor de CD durante el juego. Aunque criticaron los glitch gráficos y la ralentización, se recomendó el juego. Next Generation aplaudió la fiel recreación de la conversión de la versión arcade, gráficos suaves y autos adicionales. Aunque notaron la falta de variedad en el rendimiento de los diferentes autos y la ausencia de un modo multijugador como desventajas, encontraron que el juego era notable en general y comentaron que Ridge Racer fue un juego temprano para PlayStation, y un proyecto apresurado. en eso, haciéndolo "un excelente presagio de lo que está por venir". La revisión de GamePro del lanzamiento posterior en América del Norte consideró que el juego superó al competidor Daytona USA en gráficos, audio y capacidad de respuesta de control, y lo llamó "el mejor juego de carreras hasta la fecha para sistemas domésticos". Al comentar sobre el realismo, Game Informer comentó que Ridge Racer "captura mejor la sensación de las carreras de coches de alto rendimiento que cualquier otro juego de conducción existente".
Los dos críticos deportivos de Electronic Gaming Monthly elogiaron la jugabilidad y la música. Maximum comentó que "Ridge Racer no está exenta de puntos negativos: básicamente, solo hay una pista y el juego carece de las increíbles secuencias de choques de Daytona USA, pero todo lo demás en el el título es pura clase". Comentaron positivamente sobre la "sensación de suavidad y velocidad", la música de baile "claramente europea", los sonidos del motor y las maniobras de conducción exageradas y poco realistas. En 1996, dos años después de su lanzamiento, IGN comentó que el juego "definitivamente ha resistido la prueba del tiempo", pero se quejó de que "no hay modo de dos jugadores" y que "los coches no varían realmente en rendimiento tanto". Shawn Sackenheim de AllGame elogió el juego, particularmente los gráficos y el audio, y concluyó que "es un título divertido que encantará a los fanáticos de las carreras". Coming Soon Magazine elogió sus gráficos "ultra fluidos y muy realistas", pero criticó el juego por ser demasiado corto. Victor Lucas de The Electric Playground dio las mejores calificaciones y comentó: "La experiencia de jugar RR reemplaza las emociones generalmente atribuidas a jugar otros videojuegos de carreras. Realmente no puedo enfatizar lo suficiente merecedor de su dinero para videojuegos Ridge Racer es". Edge elogió los gráficos "deslumbrantes" y la música "arcade perfecta".
A pesar de las críticas positivas, el juego fue criticado por 1UP.com por el estilo de juego arcade. La falta de inteligencia artificial ha recibido críticas: el movimiento de los coches controlados por computadora está restringido a puntos de ruta predeterminados. El juego fue revisado en 1995 en Dragon n.º 221 por Jay & Dee en la columna "Eye of the Monitor", donde Dee lo llamó "simplemente otro juego de carreras".
Ridge Racer fue galardonado como Mejor juego de conducción de 1995 por Electronic Gaming Monthly. Fue catalogado como uno de los mejores juegos de todos los tiempos por "Game Informer" en 2001, Yahoo en 2005,
Electronic Gaming Monthly en 2006,
Guinness World Records in 2008 y 2009, NowGamer en 2010, y FHM en 2012.

### Legado
Ridge Racer ha sido seguido por muchas secuelas y ayudó a establecer la popularidad de PlayStation. IGN declaró que "Ridge Racer" fue "uno de los primeros grandes impulsores de sistemas de PlayStation" y "un excelente puerto de la versión arcade que mostró el verdadero potencial de la maravilla de 32 bits de Sony". Michael Hess y Chris Plante de UGO Networks dijeron que habían "preparado el escenario para Gran Turismo al agregar una opción para elegir entre transmisión automática y manual". John Davison de 1UP.com dijo que "Ridge Racer" fue una "demostración increíble de lo que podía hacer PlayStation".

## Otros lanzamientos
La versión de PlayStation fue relanzada para las gamas The Best, Greatest Hits y Platinum en 1997. Se canceló un port de PC. Ridge Racer recibió una serie de ports y spin-offs:

### Ridge Racer Full Scale
La versión arcade "Ridge Racer Full Scale" se lanzó junto con la versión arcade estándar en 1993. Esta versión fue diseñada para brindar al jugador una experiencia de conducción más realista. Los jugadores (un pasajero podría sentarse en el automóvil al lado del conductor) se sentaron dentro de un Eunos Roadster rojo adaptado, la versión japonesa con volante a la derecha del Mazda MX-5 Miata y controlaba el mismo automóvil en pantalla. El juego se jugó frente a una pantalla triple proyectada frontalmente de 10 pies (3 m) de ancho (que se benefició de la iluminación ambiental tenue), con el volante, la palanca de cambios y los pedales funcionando como controles. Se usó la llave de encendido para arrancar, los indicadores de velocidad y RPM funcionaron, y los ventiladores soplaron viento en el reproductor desde el interior de las rejillas de ventilación. Los altavoces ocultos en el interior del automóvil proporcionaron sonidos realistas del motor y los neumáticos; los altavoces de techo proporcionaban música envolvente. El P.C.B. estaba ubicado debajo del capó del automóvil.

### Ridge Racer: 3 Screen Edition
Se lanzó una versión con tres pantallas para salas de juegos para dar un efecto de visión periférica. La máquina usaba múltiples tarjetas de videojuegos System 22 para controlar los monitores adicionales y solo estaba disponible en la versión sentada.

### Pocket Racer
Pocket Racer (ポケットレーサー Poketto Rēsā?) es una versión super deformada con coches que se asemejan a los modelos Choro-Q, dirigida a niños. Lanzado en 1996 en Japón, solo estaba disponible en una versión de gabinete vertical y utiliza hardware Namco System 11. Un juego similar está incluido en Ridge Racer Revolution usando los mismos autos bajo el nombre Pretty Racer (también conocido como modo buggy), la inspiración para este juego.

### Ridge Racer Turbo
R4: Ridge Racer Type 4 (lanzado el 3 de diciembre de 1998 en Japón, 1 de mayo de 1999 en América del Norte, y el 1 de S
septiembre en Europa) incluye un disco extra que contiene una nueva versión del Ridge Racer original, llamado Ridge Racer Turbo en Norteamérica, Ridge Racer Hi-Spec Demo en Europa, and Ridge Racer Hi Spec Version (リッジレーサーハイスペックバージョン Rijji Rēsā Hai Supekku Bājon?) in Japan. Cuenta con gráficos mejorados, funciona a 60 fotogramas por segundo (50 para PAL), a diferencia de los 30 originales, y admite retroalimentación de vibración y el controlador Jogcon. Solo hay un oponente (dos en las carreras de jefes de contrarreloj), y el White Angel de Ridge Racer Revolution aparece además de 13th Racing como un jefe y un auto desbloqueable. Se agrega un modo Contrarreloj, en el que el jugador intenta batir el récord de tiempo sin coches oponentes. Esto es diferente de la Contrarreloj, donde hay autos oponentes.

### Versiones móviles
El 31 de diciembre de 2005 se publicó una versión para teléfonos móviles. Recibió críticas mixtas. Jeff Gerstmann de GameSpot le dio al juego 6.1 / 10. Elogió los gráficos como "algo impresionantes para un juego móvil", pero criticó la dirección, diciendo que "no lleva mucho tiempo dominar el juego". Levi Buchanan de IGN dio  Ridge Racer  6.2/10, quejándose de los controles problemáticos y diciendo que el juego sin el control analógico "se siente realmente deficiente". En 2005, se lanzó una versión de Ridge Racer para teléfonos móviles con el nombre Ridge Racer 3D (que no debe confundirse con la versión posterior Ridge Racer 3D para Nintendo 3DS). Esta versión se transfirió a Zeebo en agosto de 2009.